# Rhyodazit

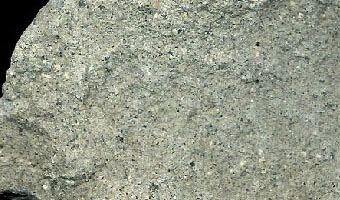
Rhyodazit

Rhyodazit ist ein extrusives vulkanisches Gestein, das in seiner Zusammensetzung zwischen Dazit und Rhyolith vermittelt. Es ist als an der Erdoberfläche erstarrtes Gestein die Entsprechung des Granodiorits.
In einer aphanitischen bis glasigen Grundmasse von heller bis mittlerer Farbe finden sich typischerweise Kristalle von natriumreichem Plagioklas, Sanidin, Quarz und Biotit oder Hornblende. Rhyodazit ist ein silikatreiches Gestein und kommt häufig in pyroklastischen vulkanischen Ablagerungen vor.

## Verwendung
Rhyodazite finden kaum Verwendung als Dekorgestein, da sie sich kaum in Form größerer Rohblöcke gewinnen lassen und häufig sehr kleinteilig sind.